# Ріхард фон Бінерт-Шмерлінг
Ріхард фон Бінерт-Шмерлінг (нім. Richard Graf von Bienerth-Schmerling; 2 березня 1863, Верона, Австрійська імперія — 3 червня 1918, Відень, Австро-Угорщина) — австро-угорський державний діяч, міністр-президент Цислейтанії в 1908-1911. Барон, з 1915 — граф.

## Життя і кар'єра
Син фельдмаршал-лейтенанта Карла фон Бінерта (1825-1882) та Віолетти Шмерлінг (1836-1907), по материнській лінії — онук міністра внутрішніх справ, президента Верховного і Касаційного судів Антона фон Шмерлінга (1805–1893).
Поступив на державну службу в 1884, служив в апараті штатгальтера Штирії. З 1886 працював в міністерстві освіти у Відні. У 1899-1905 — віце-президент земельної шкільної ради Нижньої Австрії. З 11 вересня 1905 — керівник секції, керівник міністерства освіти в кабінетах Пауля Ґауча фон Франкентурна і Конрада цу Гогенлое-Шіллінгсфюрста. 2 червня 1906 — 15 листопада 1908 — міністр внутрішніх справ в кабінеті Макса Владіміра фон Бека, брав участь в розробці і проведенні реформи виборчого права (1907), яка вводила загальне виборче право для чоловіків. Після відставки уряду фон Бека, імператор Франц Йосиф доручив Бінерт-Шмерлінгу формування нового кабінету, який працював з 15 листопада 1908 до 28 червня 1911 після проведення відповідно до нового закону в червні 1911 парламентських виборів, уряд втратив підтримку в Рейхсраті і подав у відставку. Після відходу з уряду Бінерт-Шмерлінга призначений штатгальтером Нижньої Австрії, перебував на посаді до 28 листопада 1915. Одночасно з відставкою удостоєний титулу графа.